# Арса
Арса је презиме из Црне Горе, први пут забележено 1349. године у Котору (записано у књизи Вукоте и Акима Миљанића „Презимена у Црној Гори“). Употребљава се и као лично име и основ за српска презимена Арсић, Арсин, Арсовић и слично. Порекло овог имена требало би потражити у античком дарданском насељу Арса. По некима порекло назива Стари Рас треба тражити у називу античког дарданског насеља Арса.